# Dichochrysa derbendicus
Dichochrysa derbendicus là một loài côn trùng trong họ Chrysopidae thuộc bộ Neuroptera. Loài này được Hölzel miêu tả khoa học lần đầu tiên năm 1967.